# گوداچیتسا
گوداچیتسا (به صربی: Godačica) یک روستا در صربستان است که در کرالیفو واقع شده‌است. گوداچیتسا ۹۰۹ نفر جمعیت دارد.